# R Airlines
R Airlines era uma companhia aérea charter tailandesa com sede em Banguecoque. Encerrou as operações em 18 de fevereiro de 2018.

## História
A companhia aérea foi fundada em 2012 e iniciou suas operações em 24 de janeiro de 2013. Ela encerrou as operações em 18 de fevereiro de 2018.

## Frota

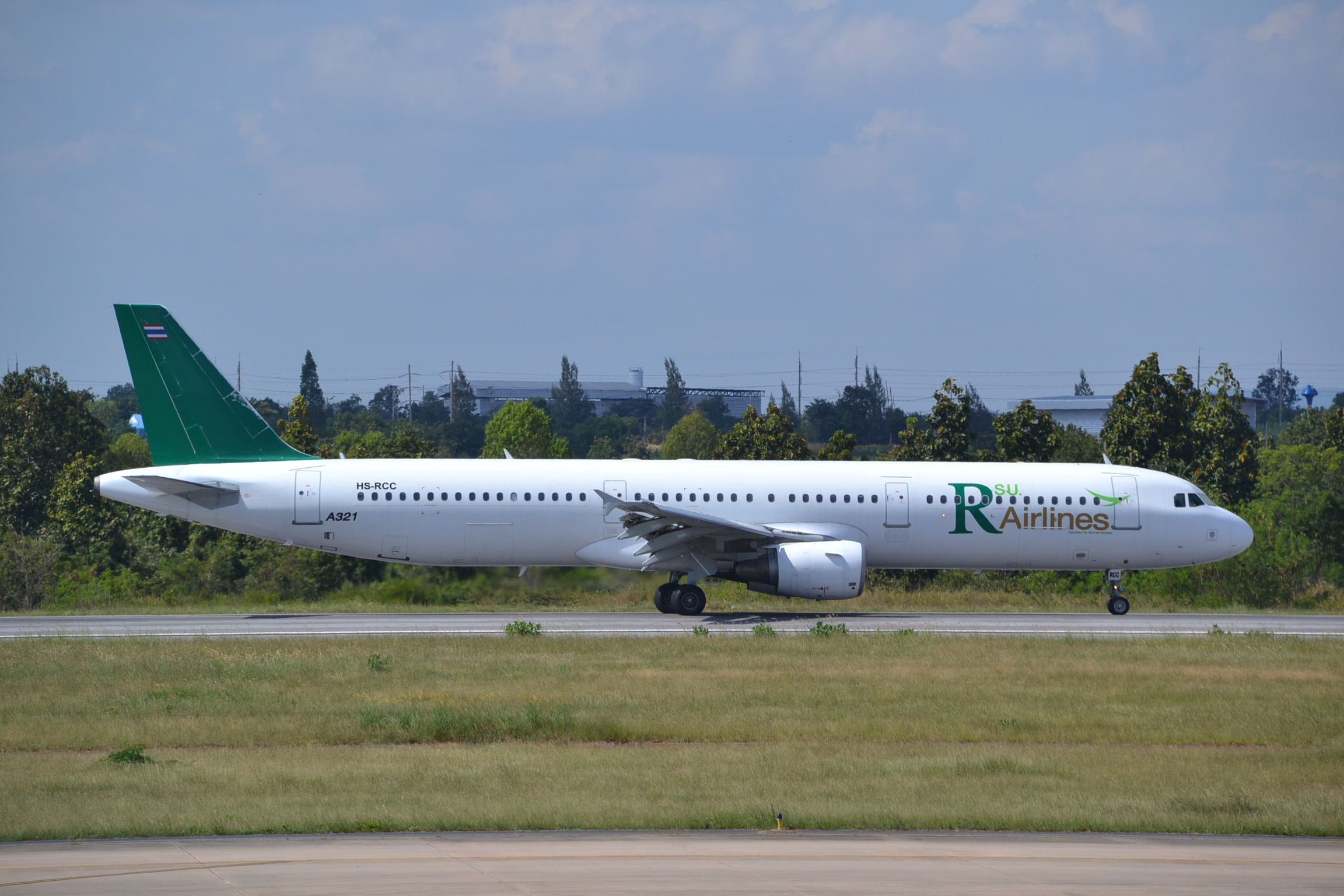
Airbus A321-200 da R Airlines

A frota da R Airlines consistia nas seguintes aeronaves:
| Aeronaves       | Em Serviço | Ordens | Passageiros | Notas |
| --------------- | ---------- | ------ | ----------- | ----- |
| Airbus A321-200 | 1          | –      | 220         |       |
| Total           | 1          | 0      |             |       |